# Верхний Кужебар
Верхний Кужебар — село в Каратузском районе Красноярского края. Административный центр Верхнекужебарского сельсовета.

## История
Основано в 1853 г. переселенцами Ливенского уезда Орловской губернии. В 2022 году состояло из 399 хозяйств, основное население — русские. Центр Верхне-Кужебарского сельсовета Каратузского района Минусинского культа Сибирского края.

## Население
| 1926 | 2010 | 2012  |
| ---- | ---- | ----- |
| 2148 | ↘956 | ↗1010 |